# Yeison Molina
Yeison Molina Ruiz (Nicoya, Costa Rica, 3 de junio de 1998) es un futbolista costarricense que juega como defensa central en la A. D. Guanacasteca de la Primera División de Costa Rica.
Campeonizó en los torneos Apertura 2020 y Clausura 2021, logrando obtener el ascenso a la máximo categoría costarricense, después de 17 años del club A. D. Guanacasteca.

## Selección nacional
El 31 de mayo de 2024, se debutó contra Uruguay, disputando la totalidad de minutos por el empate 0-0.
El 11 de junio de 2024, se oficializó su convocatoria de los 26 jugadores para la competición de la Copa América 2024. Molina estuvo convocado para los partidos contra Brasil, Colombia y Paraguay, sin embargo, no sumó minutos en la competición, cerrando la Copa América 2024 en la tercera posición de la fase de grupos.

## Clubes
| Club               | País       | Año           |
| ------------------ | ---------- | ------------- |
| Jicaral Sercoba    | Costa Rica | 2017-2020     |
| A. D. Guanacasteca | Costa Rica | 2020-presente |

## Palmarés

### Títulos nacionales
| Título                         | Club               | País       | Año  |
| ------------------------------ | ------------------ | ---------- | ---- |
| Segunda División de Costa Rica | Jicaral Sercoba    | Costa Rica | 2019 |
| Segunda División de Costa Rica | A. D. Guanacasteca | Costa Rica | 2020 |
| Segunda División de Costa Rica | A. D. Guanacasteca | Costa Rica | 2021 |